# Konsztantyin Ivanovics Beszkov
Konsztantyin Ivanovics Beszkov (oroszul: Константи́н Ива́нович Бе́сков; Moszkva, 1920. november 18. – Moszkva, 2006. május 6.) orosz labdarúgó, edző.
A szovjet válogatottat szövetségi kapitányaként irányította az 1964-es Európa-bajnokságon.

## Sikerei, díjai

### Játékosként
Gyinamo Moszkva
- Szovjet bajnok (3): 1945, 1949, 1954
- Szovjet kupa (1): 1953

### Edzőként
Szpartak Moszkva
- Szovjet bajnok (2): 1979, 1987

Gyinamo Moszkva
- Szovjet kupa (2): 1967, 1970
- Orosz kupa (1): 1995

Szovjetunió
- Európa-bajnoki döntős (1): 1964
- Olimpiai bronzérmes (1): 1980